# Borpárlat

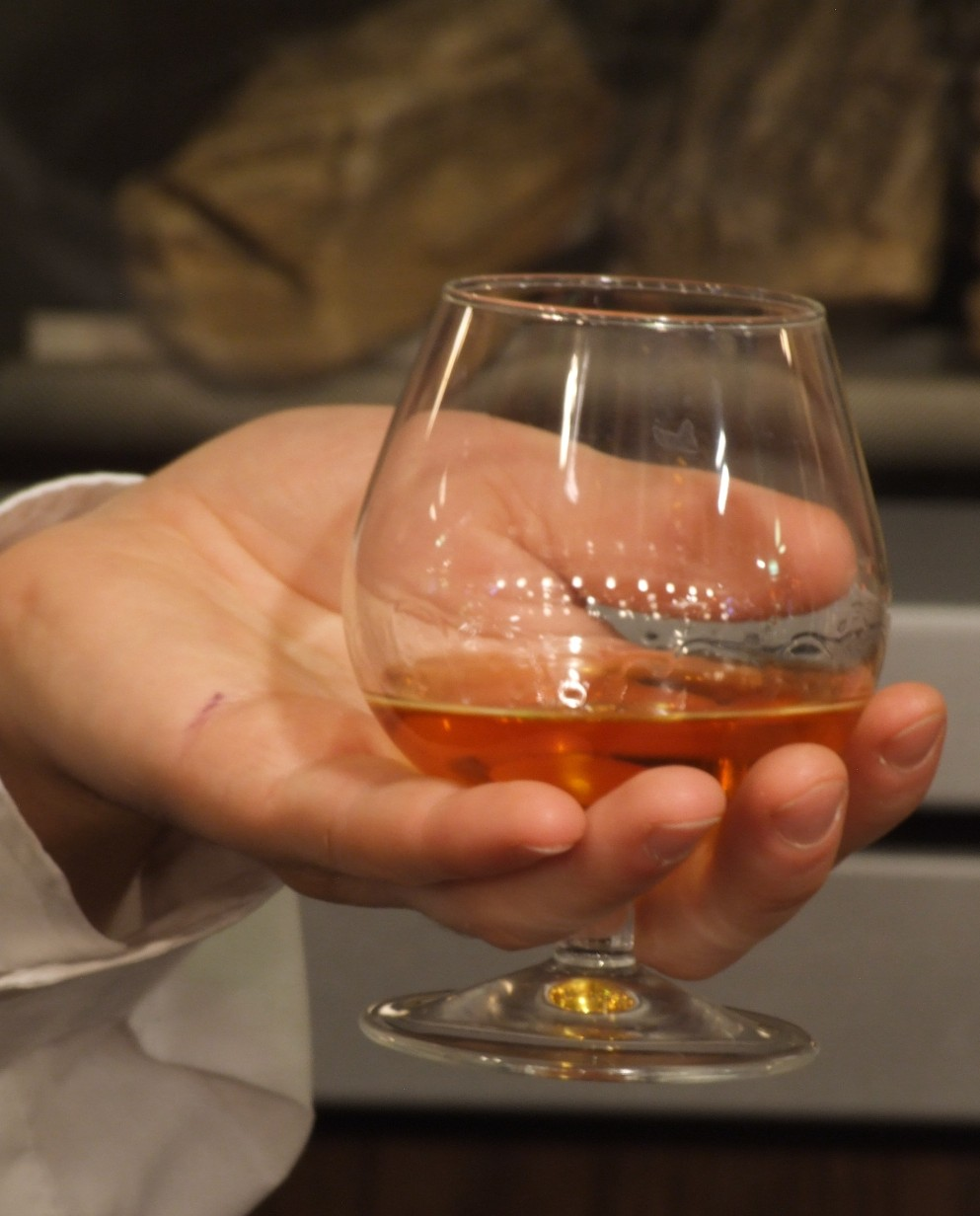
Egy pohár cognac

A borpárlat vagy brandy olyan égetett szesz, amely a szőlőmustból erjesztett bor lepárlásával készül. Két fő típusa az italnak, illetve borjavításra szánt párlat. A borjavításra készült borpárlatot 95,5–97 % etilalkohol-tartalomra párolják be; eközben ízanyagainak döntő többségét elveszti.

## A borpárlat mint ital
A fogyasztásra szánt párlatot általában fahordós érlelés után, 36–60% alkoholtartalommal hozzák forgalomba, és jellemzően étkezés után fogyasztják. Leghíresebb fajtája a francia cognac, amely után a magyar köznyelvben a borpárlatot időnként még ma is konyaknak nevezik.
A brandy az angol köznyelvben seprő-, gyümölcs- vagy törkölypárlat is lehet, illetve része lehet ezek nevének, de a brandy név önmagában – az Európai Unióban és az Amerikai Egyesült Államokban is – csak tölgyfahordóban érlelt (szőlő-) borpárlat címkéjén szerepelhet. Egyes gyümölcslikőrök (például a cherry brandy) megnevezése is magában foglalja a brandy szót annak ellenére, hogy ezek általában nem tartalmaznak bor- vagy gyümölcspárlatot.
A borpárlat volt az égetett szeszek legkorábbi típusa. A szeszfőzés első egyértelmű említése a 12. századi Itáliából származik, és a bor lepárlásával készült aqua ardens-t írja le.

## Ismertebb nevei
A „brandy” név eredete a holland brandewijn, ami szó szerint égetett bort, égettbort jelent. Nem a bor lepárlására utalt, hanem a lepárlással előállított „borra”, azaz részegítő italra —  tehát bármilyen égetett szeszre. Ezt a jelentést máig is őrzik például a dán brændevin és a svéd brännvin szavak. A holland brandewijn anglicizált változata a brandywine lett, amely brandyvé rövidült, majd később a borpárlatok nemzetközi neveként is elterjedt. A brandy nevet ma már eredetvédett francia, olasz, spanyol, szlovák és görög borpárlatok is viselik.
Az „égettbor” szavunk (a 17. században még eghet bor) a vino cremato fordítása volt – egyes 16. századi dokumentumokban még a latin formát is használták. Más nyelvekhez hasonlóan a magyarban is égetett szeszt jelentett: a magyar égettbor a 16–18. században borseprőből, hibás borokból, gabonából, később törkölyből és gyümölcsből is készült. Miután e jelentésében a 17–18. század során felváltotta a pálinka szavunk, a használata megritkult, és a borpárlatokra szűkült le a jelentése.
A borpárlatot a 18. század végén „frantzia égettbor” és „frantz égetett bor” neveken különböztették meg a magyar nyelvben, ezzel nem a gyártási helyre, hanem az italfajtára utalva. A magyar törvények – szintén a francia cognac hatására – legalább 1881-től „cognac”-nak nevezték a borpárlatot. 1924-re már „konyak” formában honosult, és megjelent a „borpárlat” elnevezés is. 1925-ben a cognacot és az armagnacot francia italokként ismerte el Magyarország. A konyak szó használatban maradt, de ma már ezt is egyre inkább a francia cognackal azonosítják, nem pedig a borpárlatokkal általánosságban.

## Története
Ez volt az égetett szeszek legkorábbi típusa. A szeszfőzés első egyértelmű említése a 12. századi Itáliából származik, és a bor lepárlásával készült aqua ardens-t („égő vizet”) írja le, melyet gyógyszerként alkalmaztak. Az aqua ardens további többszörös lepárlásával tisztább alkoholt, aqua vitae-t („az élet vizét”) nyertek, melyet gyakran gyógyfüvekkel együtt pároltak le. Az aqua vitae később (gyakran eltorzult formában vagy lefordítva) az égetett szeszek általános elnevezése lett.
A 14. századi Európában élvezeti cikként is elterjedt a borpárlat, miután az orvosok tömegesen vetették be a fekete halál ellen, ekkortájt azonban már a sörből lefőzött gabonapárlat is megjelent. Tisztaságát begyújtással ellenőrizték: ha a minta maradéktalanul elégett, vagy ha a beléáztatott puskapor tüzet fogott az égés után, tisztának tekintették.
A 19. század elején Cellier Blumenthal fejlesztette ki Franciaországban az első, szélesebb körben használt lepárlóoszlopokat, melyekkel a kisüstnél sokkal kevesebb tüzelőanyaggal, rövidebb idő alatt párolt le tisztább és magasabb alkoholtartalmú borpárlatot. A lepárlóoszlopok ezen korai, alul üstben végződő, de már ekkor is folyamatos lepárlást végző változatát használják például az armagnac lepárlásánál.

## Fajtái

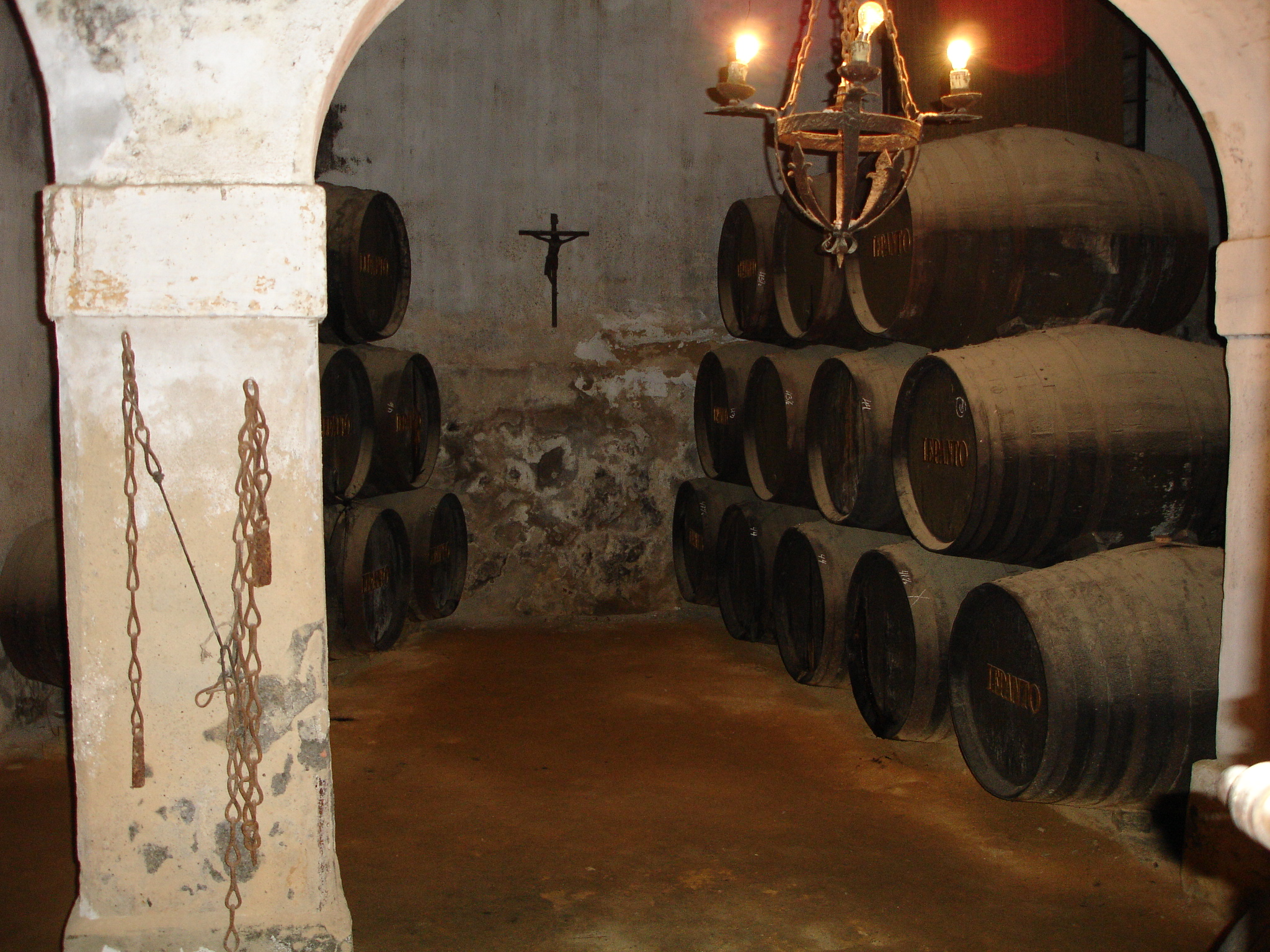
A Brandy de Jerez hordós érlelése

Az európai borpárlatok jelentős része uniós eredetvédettséget élvez. Ilyenek például:
- Cognac, a francia Cognac régióban készül hagyományos rézüstökben, kétszeri kisüsti lepárlással.[1]
- Armagnac, a dél-franciaországi Armagnac régió (Gers, Landes, Lot-et-Garonne) szőlőiból készül. Lepárlása folyamatos lepárlással történik a lepárlóoszlopok egyik legkorábbi, kora 19. századi felépítésű változatával. Gascogne vagy Limousin régióból származó tölgyfahordóban érlelik. Az armagnacok évjárati jellemzőkkel bírnak.
- Fine Bordeaux és Fine de Bourgogne – a franciaországi Bordeaux, illetve Bourgogne borvidékekről.
- Eau-de-vie de vin – Franciaország tizenkét különböző vidékéről, azok nevével.
- Aguardente de Vinho – Portugália öt különböző vidékéről, azok nevével.
- Гроздова ракия (grozdova rakia) és Мускатова ракия (muszkatova rakia) – különböző változatokban Bulgária kilenc különböző vidékéről, azok nevével.
- Vinars – Románia öt különböző vidékéről, azok nevével.
- Brandy de Jerez és Brandy del Penedés – Spanyolország jerezi, illetve penedési borvidékeiről.
- Brandy Italiano – Olaszországból
- Brandy Αττικης, Brandy Πελλοπονησου és Brandy Κεντρικης – attikai, peloponnészoszi, illetve közép-görögországi brandy Görögországból.
- Deutscher Weinbrand és Pfälzer Weinbrand – Németországból, illetve kizárólag a Rajna-vidék–Pfalz-beli Pfalz régióból.
- Wachauer Weinbrand és Weinbrand Dürnstein – az ausztriai Wachauból, illetve Dürnsteinből.
- Karpatské brandy špeciál – Szlovákiából.
- Brandy français – a francia brandy mint olyan, szintén eredetvédett.[2]

Más országok borpárlatai:
- Az amerikai brandy majdnem mindig Kaliforniából származik.[1]
- A dél-afrikai borpárlatok a törvény szerint majdnem ugyanúgy készülnek, mint Cognacban. Kétszeres lepárlással készítik rézüstökben, majd legalább három évig érlelik fahordókban.[19]
- A pisco, Peruban vagy Chilében készült, gyakran érleletlen borpárlat. Peru kizárólag a saját nemzeti italának tekinti, és a pisco név nemzetközi eredetvédelmét próbálja elérni. Az Európai Unióban mindkét ország terméke forgalmazható pisco néven.[20]
- Egyéb országokban is készül borpárlat, ilyenek például Ciprus, Grúzia, Macedónia, Mexikó, Moldova, Magyarország és Ukrajna.
- A görög Metaxa és az örmény Ararat nem önálló borpárlattípusok, hanem olyan italmárkák, melyek 19. századi megjelenésük után tartós nemzetközi sikereket értek el.

## Előállítása

### Lepárlás
Készülhet folyamatos lepárlással lepárlóoszlopokban vagy többszöri (szakaszos) lepárlással hagyományos üstökben. Szakaszos lepárlással készül például a Cognac és a dél-afrikai brandy, míg az amerikai fajták közül sok lepárlóoszlopon. Az Armagnac lepárlásához speciális, szakaszos üzemű oszloppal ellátott üstöket használnak.
A szakaszos lepárlás menete általában a következő:
A 8–12% alkoholtartalmú, erősen savas bort lepárlóüstben kezdik főzni. Ebből alkohol, víz és számos ízanyag gőze száll fel, amelyeket egy hűtőspirálban csapatnak le. Mivel az etanol és az ízanyagok illékonyabbak a víznél, a lehűlt folyadék alkoholtartalma lényegesen nagyobb a a felhasznált borénál.
Az első lepárlás utáni szesz, az alszesz nagyjából 30 % alkoholt tartalmaz. Ezt újból lepárolják (finomítják), elválasztva az elő- és az utópárlatot; utóbbi nagyjából 70%-os borpárlat.
A lepárlás nem csak a bor alkoholfokát változtatja meg: a hő hatására számos oldott anyag átalakul, illetve reakcióba lép az üstök rézfelületével. Új aromaanyagok jönnek létre, a kiinduló anyagok arányai megváltoznak, az észterek és némely egyéb vegyületek hidrolizálnak.

### Érlelés
Az érleletlen borpárlat önmagában ritkán kerül kereskedelmi forgalomba, inkább más italokat készítenek belőle. A brandy-t 2–6–10 évig érlelik. Ennek módszerei: 
- Hordós érlelés: A természetes arany-, illetve barna színű borpárlatokat tölgyfahordókban érlelik. Bizonyos párlatokban az érlelést karamell hozzáadásával utánozzák.
- Solera-eljárás: Főleg a spanyol borpárlatokat érlelik ezzel a módszerrel, amelynek lényege, hogy a brandy-t az érlelés egyes szakaszai után másféle hordóba tölzik át.
- Ágyas borpárlat: Ritkán előfordul, hogy a borpárlatot szőlőágyon érlelik.[21]

### Címkézés
A brandy minőségét és állapotát a következők szerint jelzik:
- A.C.: két évig fahordókban érlelték.
- V.S.: „Very Special” vagy háromcsillagos: legalább két évig érlelték fahordóban a legfiatalabb párlatot benne.
- V.S.O.P.: „Very Superior Old Pale” vagy ötcsillagos: legalább négy évig érlelték hordóban.
- X.O.': "Extra Old"; Napoleon: legalább hat évig érlelték.
- Vintage: Hordóban tárolták palackozásig, a címkén a szüret idejét tüntetik fel.
- Hors d'age: Túl régi a kor megállapításához, de tíznél több éves és általában igen jó minőségű.

A címkékre nyomtatott csillagokat törvény nem szabályozza, és ezzel az olcsó brandy-k gyártói olykor visszaélnek.
Brandy de Jerez típusai:
- Brandy de Jerez Solera — egyéves
- Brandy de Jerez Solera Reserva — hároméves
- Brandy de Jerez Solera Gran Reserva — tízéves

## Szabályozása

### Európai Unió
Az Európai Unió vonatkozó rendelete csak az érlelt szőlőborpárlatok esetén engedélyezi a brandy név használatát, mellyel az egyéb gyümölcsből, illetve érlelés nélkül készült párlatokat kizárja a brandyk sorából. Ezeket bor-, törköly-, gyümölcstörköly-, mazsola-, gyümölcs-, almabor-, körtebor-, méz-, és seprőpárlatként határozza meg.
A brandy utótag több európai gyümölcslikőr-fajta nevében is szerepel. Ilyen a cherry brandy (meggylikőr), a prune brandy (szilvalikőr), az orange brandy (narancslikőr) és az apricot brandy (sárgabaracklikőr). Az ezekhez használt alkohol finomszesz is lehet, azonban kizárólag valódi gyümölcstartalommal ízesíthetők (ez a legtöbbször gyümölcslé, illetve -sűrítmény), és semmilyen esetben nem lehet őket egyszerűen brandy-nek címkézni.
Az európai szabályozásban a brandy és a borpárlat sem teljesen azonos fogalmak. A borpárlatot legfeljebb 86% alkoholtartalmúra szabad lepárolni, legalább 37,5% alkoholtartalommal kell palackozni, de nem kötelező érlelni. Ezzel szemben a brandy minimális alkoholtartalma palackozáskor 36%, a hordó méretétől függően (1000 liter alatt, illetve fölött) legalább 6, illetve 12 hónapig kötelező érlelni, és felerészben tartalmazhat olyan bordesztillátumot is, amit 86%-nál erősebbre (legfeljebb 94%-ra) finomítottak, tehát jellegtelenebb a szabályos borpárlatnál. Az ilyen brandy készítése nagyban hasonlít a kevert whisky gyártási módszeréhez is, melyben szintén semlegesebb, szeszfinomítóban készült whiskyvel keverik a hagyományos, erőteljesebb ízű whiskyket.
A fenti módszer az alapja az úgynevezett vágott brandy gyártásának is, mely során a borpárlathoz melaszból vagy gabonából készült finomszeszt kevernek. Az ilyen termékek Magyarország EU-csatlakozása előtt borpárlattal ízesített szeszes ital megnevezéssel, azóta viszont egyszerűen szeszes italként kerültek forgalomba. A vágott brandy azóta nem törvényben szabályozott italfajta, ezért akár erős édesítéssel, alacsony alkoholtartalommal vagy mesterséges aromák hozzáadásával is palackozhatják. A vágott brandy elsősorban Németországban és Finnországban népszerű, ahol Weinbrandverschnitt („brandykeverék”), illetve jaloviina („nemes párlat”) néven ismert) de ilyen italok Magyarországon is forgalomban vannak. szeszes italok.
A német Weinbrand elnevezés a brandy hivatalosan is használható megfelelője, de a német nyelvű országokon kívül csak a német és osztrák brandyket nevezik így. Lengyelországban gyakori elnevezése a winiak.

### Amerikai Egyesült Államok
Az Amerikai Egyesült Államokban minden gyümölcsszármazék párlatának megnevezése a brandy utótagot viseli – például a gyümölcspárlat (fruit brandy), – de a brandy megnevezést önmagában csak a borpárlatok és a szőlőpárlatok viselhetik.
Mindegyiküket legfeljebb 95% alkoholtartalomra szabad lepárolni, de 85% fölött (alapanyagtól függetlenül) csak neutral (semleges) brandy néven címkézhetők. Legalább 40% alkoholtartalommal kell őket palackozni.
A brandy érlelése nem kötelező, de ha nem érlelték tölgyfahordóban legalább 2 évig, és nem semleges brandy, akkor immature brandy (éretlen brandy) néven kell forgalomba hozni.
Ha a párlat savtartalma meghalad egy bizonyos értéket, illetve ha rossz minőségű (hibás, beteg, penészes, löttyedt) alapanyagból főzték, akkor a nevét a substandard (másodrangú, kifogásolható) jelzővel is ki kell egészíteni.
Cognac megnevezéssel az Amerikai Egyesült Államokban is csak a valódi, francia cognacot lehet forgalomba hozni.
Cherry brandy, apricot brandy, prune brandy és orange brandy alatt (a fenti szabályok ellenére, az európai szokások alapján) általában az amerikai köztudatban és báréletben is a (nem mindig természetes ízesítésű) gyümölcslikőröket értik. Ezek esetén az amerikai szabályozást azzal kerülik meg, hogy semleges brandy-re alapozzák a likőrt, és például apricot brandy helyett apricot flavored (sárgabarack ízesítésű) brandy néven hozzák őket forgalomba.

## Felhasználása

### Konyhában
- Az ízesített brandyt gyakran használják desszertek ízesítésére vagy adják almás ételekhez
- A brandyt gyakran használják páclé készítéséhez

### Fogyasztása italként
A brandy-t felszolgálhatják magában, vagy jégre töltve. Több koktél is készíthető belőle, például Brandy Alexander (Cognac, csokoládélikőr, tejföl), Sidecar (Cognac, Cointreau, citromlé), Brandy Sour (brandy, citromlé) vagy Brandy Old Fashioned (brandy, cukor, angostura keserű, szódavíz).
A borpárlatokat az európai szokások szerint szobahőmérsékleten fogyasztják, egy felfelé szűkülő, tulipánforma pohárból, míg a Távol-Keleten jégre töltik. A borpárlatok íze és aromája kellemesebb, ha az ital hűvös, így a legtöbb otthonban egy kevés hűtést igényel. Az alkohol melegen hígabbá válik, alacsonyabb hőmérsékleten pedig viszkózussá, így a hűvös brandy lágyabb, és kevésbé maró érzést kelt a szájban.

### Más italok alapanyagaként
- A likőrborok — például a portóiét, a sherry-ét és a alkoholtartalmát gyakran brandyvel állítják be,.
- Likőrök is készülnek belőle, amilyen például a cognac és triple sec (narancslikőr) keverékéből álló Grand Marnier, vagy a Mandarine Napoleon.
- Egyéb italok fő összetevője is lehet, például a Metaxáé, mely fűszerezett borpárlat és fehérbor keveréke.
- Az első világháború előtt a francia likőripar a minőségi likőröknél és fűszeres italoknál finomszesz helyett erősen finomított borpárlatot használt, mert a nem gyümölcsből készült alkoholt különösen ártalmasnak tartották, és a gyümölcsös szag is pozitívan hatott az italok megítélésére. Ezt a szokást ma már csak néhány gyártó ápolja, és szélesebb körben csak a prémium abszint gyártásánál elterjedt, mert annak – hosszú tilalma miatt – csak kevés országban alakult ki 20. századi szokása.

## Fordítás
- Ez a szócikk részben vagy egészben a Brandy című angol Wikipédia-szócikk fordításán alapul.  Az eredeti cikk szerkesztőit annak laptörténete sorolja fel. Ez a jelzés csupán a megfogalmazás eredetét és a szerzői jogokat jelzi, nem szolgál a cikkben szereplő információk forrásmegjelöléseként.